# Life's Whirlpool
Life's Whirlpool è un film muto del 1917 sceneggiato e diretto da Lionel Barrymore che aveva come star la famosa attrice Ethel Barrymore, sorella del regista. Altri interpreti erano Paul Everton, Alan Hale, Reginald Carrington, Ricca Allen.
 
La Metro Pictures Corporation, che produsse il film, ne curò anche la distribuzione nelle sale degli Stati Uniti.

## Trama

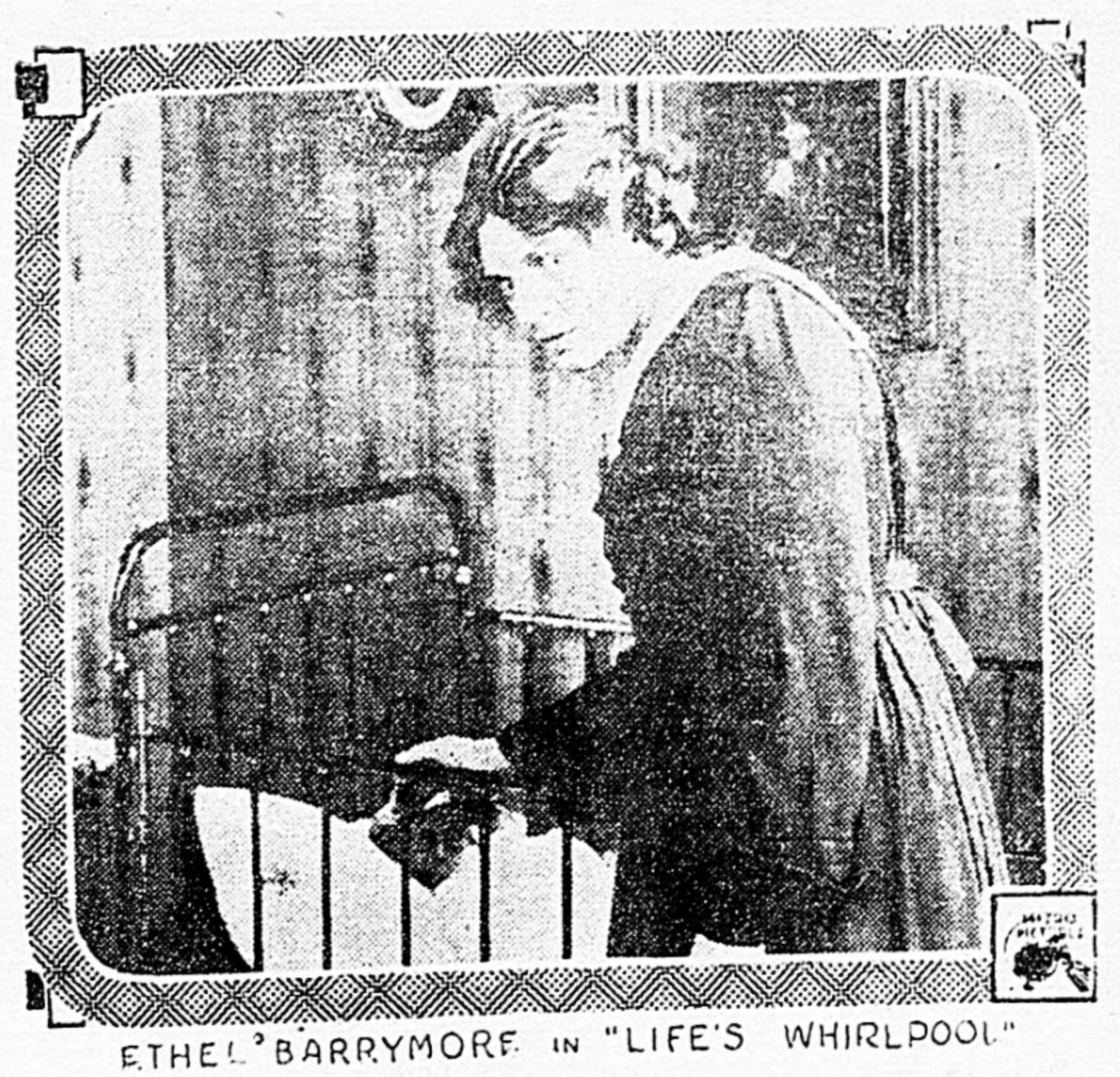
Ethel Barrymore

Esther Carey ha trascorso gli anni della giovinezza prendendosi cura del padre invalido. Rimasta sola, sposa John Martin, ma il loro è un matrimonio infelice. L'uomo, freddo e senza cuore, non le dimostra alcun amore. Con loro, poi, vive anche la sorella di lui, Ruth, che fino all'arrivo di Esther aveva sempre governato la casa e che ora mal tollera quella che lei ritiene un'intrusa. L'unica nota di felicità per Esther è la nascita del figlio. Così, quando rivede Henry Gray, un suo vecchio pretendente, il loro sentimento si riaccende. Henry, rendendosi conto della pericolosità di quell'amore, parte per la guerra, andando a combattere in Francia. Una lettera che lui le invia viene però intercettata da Ruth che ha finalmente in mano un mezzo per vendicarsi di Esther. Quando la mostra al fratello, Martin, furioso, caccia via di casa la moglie. Intanto Dirk Kanst, un contadino andato in rovina a causa di Martin, entra in casa e, preso dalla furia, lo strangola. Ruth induce tutti a sospettare di Esther che allora viene arrestata. Ma Hendrix, il detective incaricato delle indagini, trova vicino alla finestra un cappellaccio malconcio che si dimostrerà essere di Kanst. Il poliziotto, individuato il suo proprietario, riesce a farlo confessare. Esther ora è libera, scagionata da ogni sospetto. E la sua felicità è completa quando viene raggiunta da Henry, ritornato dall'Europa.

## Distribuzione
Il film, presentato da B.A. Rolfe, uscì nelle sale statunitensi l'8 novembre 1917 distribuito dalla Metro Pictures Corporation.

Il copyright del film, richiesto dalla Metro Pictures Corp., fu registrato il 28 settembre 1917 con il numero LP11482.
Non si conoscono copie ancora esistenti della pellicola che viene considerata presumibilmente perduta.